# Donje Točane
Donje Točane (en serbe cyrillique : Доњe Точане) est un village de Serbie situé dans la municipalité de Kuršumlija, district de Toplica. Au recensement de 2011, il comptait 51 habitants.

## Démographie
| 1948 | 1953 | 1961 | 1971 | 1981 | 1991 | 2002 | 2011 |
| ---- | ---- | ---- | ---- | ---- | ---- | ---- | ---- |
| 960  | 927  | 753  | 475  | 308  | 203  | 122  | 51   |

|  |